# Premios ESPY
Los premios ESPY (conocidos también como ESPY Awards o The ESPYS) son los premios otorgados anualmente por el grupo mediático ESPN a lo mejor del deporte estadounidense. Creados en 1993, el evento confiere galardones epónimos a la excelencia en logros deportivos de individuos y equipos durante el año que precede a la ceremonia. 
Tal como los premios Tony, Grammy, Emmy y Óscar, los ESPY son presentados por alguna celebridad contemporánea. Su estilo, sin embargo, es más relajado, liviano y autorreferente. Desde su creación, hasta el año 2004, los ganadores fueron elegidos por votación de admiradores, periodistas deportivos, locutores, ejecutivos del deporte, expertos, deportistas y personalidades de ESPN. De ahí en adelante, los ganadores han sido seleccionados por votación popular en Internet, de entre varios candidatos elegidos por el ESPY Select Nominating Committee ('Comité de selección de nominados ESPY').